# Хи
Хи (главна буква Χ, малка буква χ) е 22-рата буква от гръцката азбука. В гръцката бройна система с тази буква се означава 600.
Малката буква χ се използва като символ за:
- Хи-квадрат разпределение в статистиката.